# Streitkirche

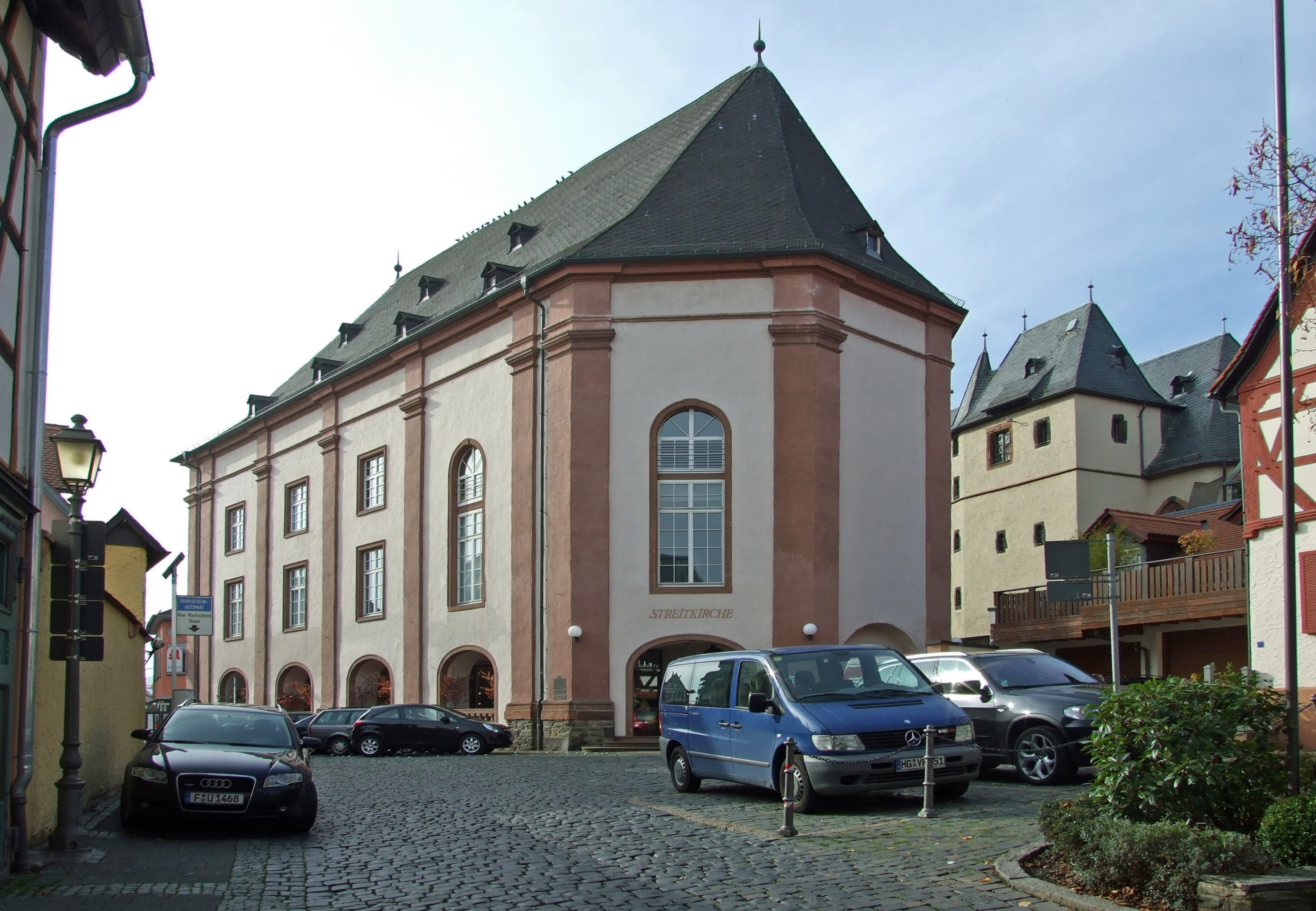
Blick auf die Streitkirche aus Südosten.

Die Streitkirche in Kronberg im Taunus ist das bauliche Relikt einer versuchten Re-Katholisierung der Stadt im 18. Jahrhundert.

## Vorgeschichte
Hartmut XII. von Cronberg, ein Cousin des Franz von Sickingen, hatte diesem bei dessen Angriff auf Trier und Worms beigestanden. 1522 belagerte deshalb eine Koalition aus dem Trierer Erzbischof Richard von Greiffenklau zu Vollrads, Ludwig von der Pfalz und dem Landgrafen Philipp dem Großmütigen Stadt und Burg Kronberg und erzwang deren bedingungslose Kapitulation. Hartmut XII. floh. Landgraf Philipp hielt Kronberg in den folgenden Jahren besetzt und es wurde 1526 unter ihm lutherisch. 1540 schloss Philipp eine zweite morganatische Ehe mit dem sächsischen Hoffräulein Margarethe von der Saale, noch zu Lebzeiten seiner Frau. Mit dieser Bigamie handelte sich Philipp politisch weitreichende Schwierigkeiten ein. Deshalb musste er unter anderem 1541 Burg und Stadt Kronberg an Hartmut XII. zurückgeben. Das geschah aber unter der Bedingung, dass die lutherische Reformation erhalten bliebe. Dies war durch ein Öffnungsrecht für die Landgrafschaft Hessen gesichert, das hieß, dass die Landgrafschaft – auch mit militärischer Gewalt – intervenieren durfte, sollte gegen die Abmachung verstoßen werden. Dies wurde nach der hessischen Erbteilung durch die Landgrafschaft Hessen-Darmstadt im 17. und 18. Jahrhundert bestätigt.
Schon im Dreißigjährigen Krieg besetzte Kurmainz 1626 Kronberg und führte eine Gegenreformation durch. 1633 vertrieben die Franzosen und Schweden den Erzbischof und führten die Reformation wieder ein. 1637 hatte die kaiserliche Seite wieder Oberhand und eine zweite Gegenreformation wurde durchgesetzt. Im Westfälischen Frieden, der auf das Normaljahr 1624 abstellte, wurde jedoch erneut das lutherische Bekenntnis für Kronberg festgeschrieben.
1704 starben die Herren von Cronberg aus und der Erzbischof von Mainz erhielt Kronberg zu Lehen. Der römisch-katholische neue Landesherr versuchte nun eine dritte Re-Katholisierung des Territoriums durchzuführen.

## Kirchenbau

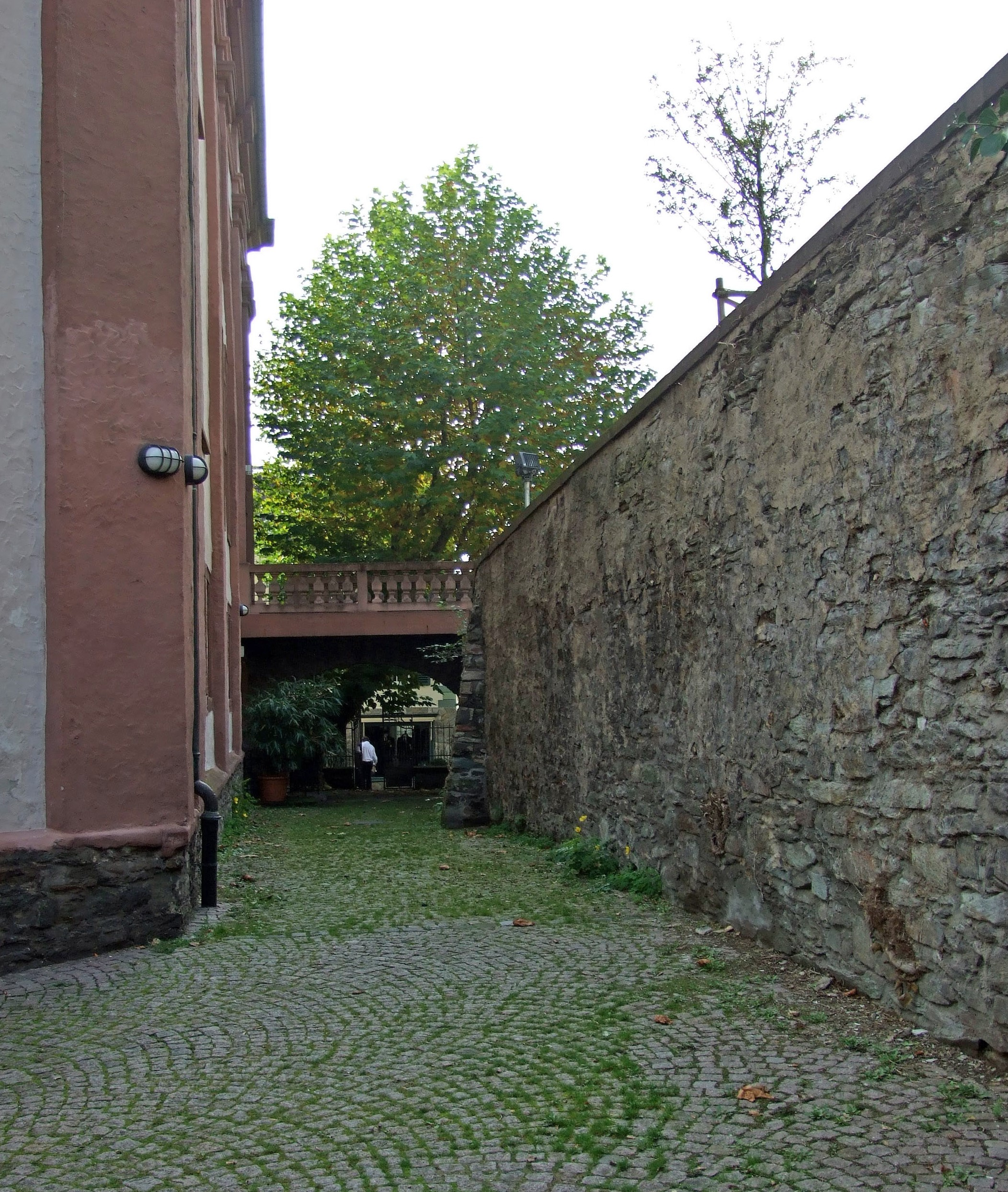
Mauer zwischen den Konfessionen

Die römisch-katholischen Gottesdienste wurden von Kapuziner-Mönchen aus Königstein in der Burgkapelle als „exercitium religionis privatum“ abgehalten. Die Kapelle erwies sich bald als zu klein, nachdem entgegen der bisherigen Verträge, Reichssatzungen und Friedensschlüsse ein ordentlicher katholischer Pfarrer sowie katholische Beamte nach Kronberg versetzt wurden. Deshalb und wegen der demonstrativ höheren Sichtbarkeit unterstützte die Landesherrschaft 1737 den Bau einer römisch-katholischen Kirche in der Stadt Kronberg selbst. Auf Anweisung des Mainzer Kurfürsten (1732–1743) Philipp Karl von Eltz-Kempenich wurde 1737 bis 1739 ein barockes Kirchengebäude nach Plänen von Ignatius Bohrer errichtet.

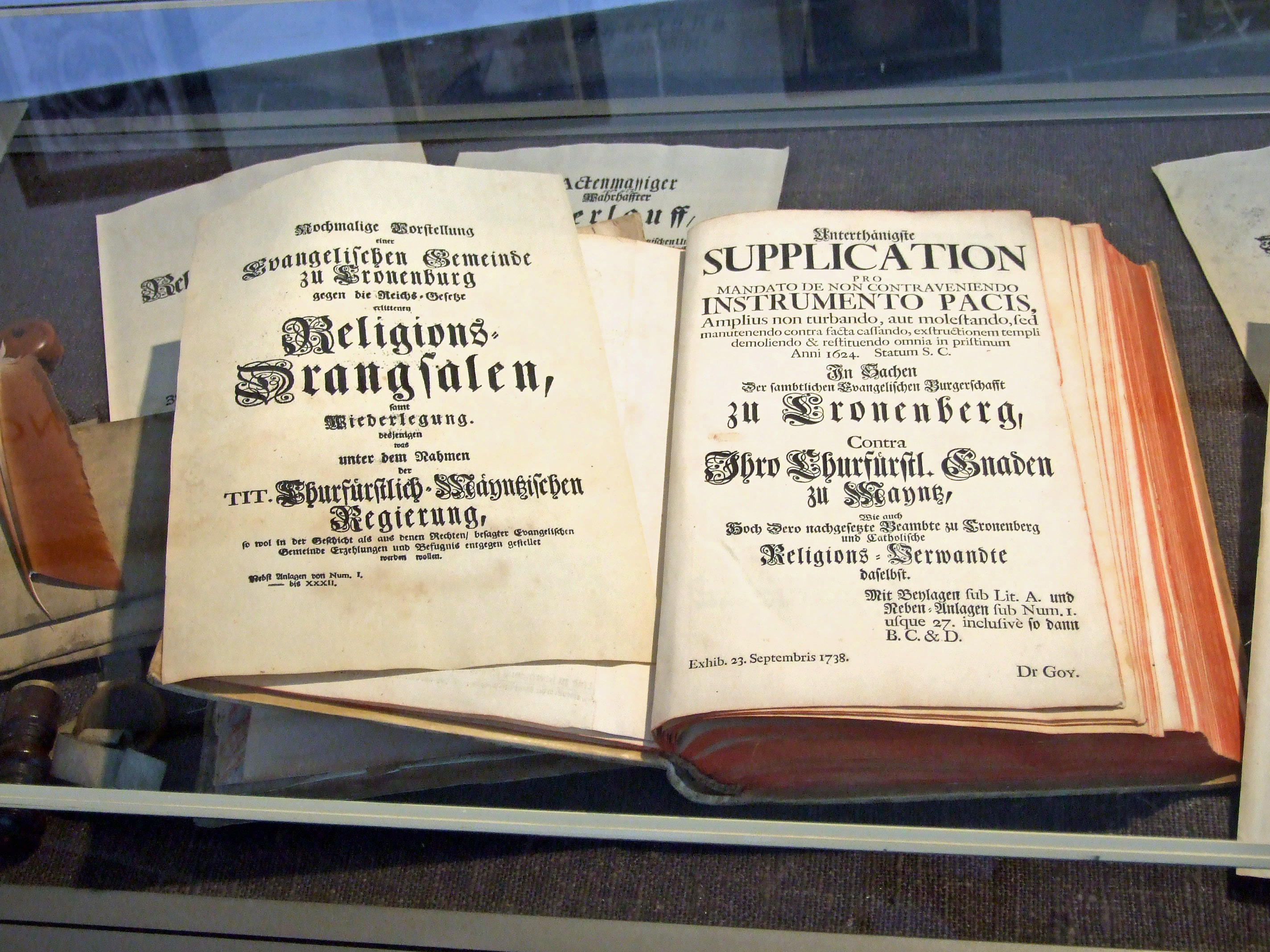
Petition der evangelischen Gemeinde, 1738

Hiergegen und gegen die Einflussnahme auf die in der evangelischen Kirche zu haltenden Gesänge sowie auf das Glockengeläut richtete sich der Protest der evangelischen Stadtbewohner. Die Empörung der evangelischen Untertanen entzündete sich an zwei Dingen: Zum einen wurde ein Bauplatz unmittelbar neben der evangelischen Kirche gewählt (wofür das erst 12 Jahre zuvor errichtete neue Rathaus abgerissen und ein öffentlicher Brunnen zugeschüttet wurde), und die Regierung erhob zum anderen für das Projekt Steuern und Spanndienste auch von den evangelischen Untertanen. Mainz quartierte eine von einem Amtmann geführte Kommission sowie Soldaten in der Stadt ein, über deren Verhalten ebenfalls Klage geführt wurde.
Die empörten Protestanten, die das Vorgehen ihrer Regierung als Provokation empfanden, wandten sich an ihren Schutzherrn in Religionsangelegenheiten, den Landgrafen Ernst Ludwig von Hessen-Darmstadt. Dieser wiederum schaltete das Corpus Evangelicorum des Immerwährenden Reichstags ein, das energisch protestierte. Während der Landgraf noch zu einem Kompromiss bereit war, zeigte sich das Corpus Evangelicorum in der Sache unversöhnlich. So kam es zu einem Prozess vor dem Reichskammergericht, der 1765  damit endete, dass der Bau der „Streitkirche“ von Kurfürst Emmerich Joseph von Breidbach zu Bürresheim untersagt und die Umwandlung in einen Zivilbau durch Abbruch des Giebelturmes verfügt wurde.
Kurmainz hatte sich durch den Vorfall auf Jahre hinaus im Reich politisch isoliert. Selbst katholische Reichsstände unterstützten es in dieser Frage nicht.

## Folgenutzung und zweiter Kirchenstreit

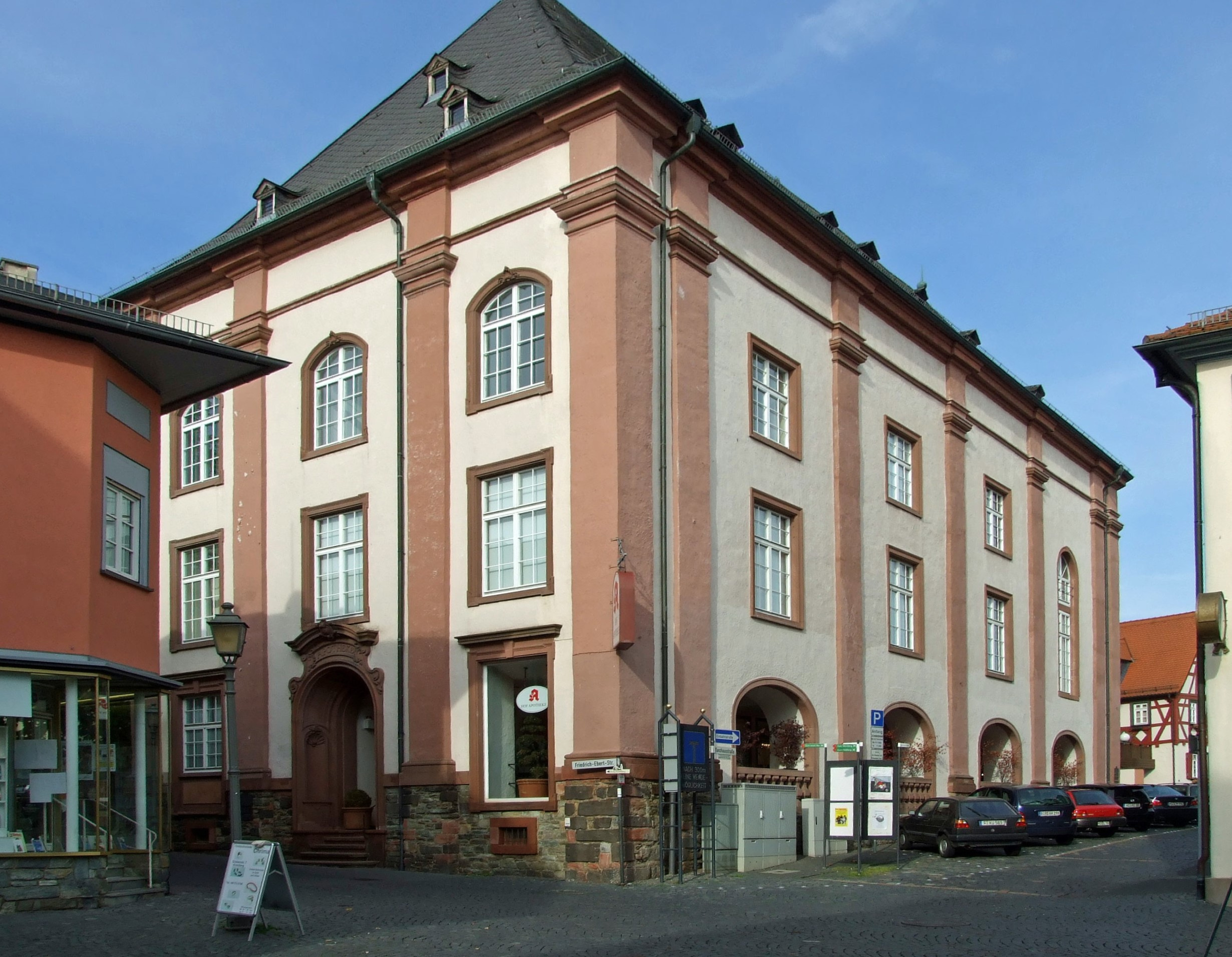
Südwestseite mit Apotheke und Arkadengang

Der Bau wurde nie geweiht, das Glockengestühl wieder abgebrochen, das Gebäude als Lager genutzt. Das Gebäude erhielt nun sein klassizistisches Aussehen. Im Jahr 1820 richtet die römisch-katholische Kirchengemeinde eine Anfrage an die Regierung des Herzogtums Nassau (zu dem Kronberg inzwischen gehörte) den Ausbau des Gebäudes und seine Nutzung als römisch-katholische Kirche zu genehmigen. Als Begründung wurde wieder die mangelnde Größe der Burgkapelle und deren Bauzustand genannt. Die Kosten des Ausbaus wurden auf 7.000 Gulden geschätzt. Der römisch-katholische Pfarrer Schmidt legte einen eigenen Kostenvoranschlag vor, der sich auf 3379 Gulden belief.
Die Regierung bat beide Kirchengemeinden sowie den Amtmann von Kronberg, Dr. Stahl, um Stellungnahme. Die römisch-katholische Gemeinde begrüßte selbstverständlich den Bau und fügte eine gutachterliche Stellungnahme des nassauischen Medizinalrates Küster bei, in der dieser Gefahren des Einsturzes der Kapelle feststellte. Amtmann Dr. Stahl bestätigte in seiner Stellungnahme vom 30. Dezember 1820 den schlechten Zustand der Kapelle und befürwortete den Bau einer römisch-katholischen Kirche, der jedoch in Abstimmung zwischen beiden Konfessionen erfolgen sollte. Am 6. März 1821 lehnte die evangelische Kirchengemeinde den Plan aber kategorisch unter Verweis auf die Vorgeschichte ab. Die nassauische Regierung versuchte Kompromisslösungen zu finden, war damit aber nicht erfolgreich. Mit Entscheidung vom 23. November 1821 lehnte Herzog Wilhelm I. – gegen den Rat des Ministeriums – die Nutzung des Gebäudes als Kirche endgültig ab. Erst im Jahr 1876 konnte die römisch-katholische Kirchengemeinde an anderer Stelle eine neue Kirche errichten.
Am 19. Juni 1823 wurde versucht, das Gebäude zu versteigern. Da nicht einmal die Hälfte des Schätzpreises von 4200 Gulden geboten wurde, wurde die Versteigerung am 13. August 1823 wiederholt, und das Gebäude dient seitdem weltlichen Zwecken. Den Zuschlag erhielt für 1860 Gulden der Kronberger Bürger Philipp Glock, der Zwischendecken einziehen ließ und es in ein Gasthaus (Nassauer Hof) umbaute. Bei einer erneuten Versteigerung im Jahr 1887 ging die nun endgültig weltliche Streitkirche für 12.600 Mark an den Apotheker Julius Neubronner, der sie als Wohnhaus und Ladengeschäft nutzte. Nach einem weiteren Umbau 1977 – 1979 wurde die Streitkirche anschließend für DM 3,8 Mio. verkauft und befindet sich seitdem in Kronberger Privatbesitz. Im Arkadengang befindet sich neben der Hof-Apotheke ein Geschäft für exquisite Damenmoden. In der ersten Etage befindet sich eine Kunsthandlung mit Gemälden des 19. und 20. Jahrhunderts. In der 2. Etage befinden sich Unterrichtsräume der Kronberg Academy. Die Streitkirche ist ein Kulturdenkmal nach dem Hessischen Denkmalschutzgesetz.